# Lygromma huberti
Lygromma huberti is een spinnensoort in de taxonomische indeling van de Prodidomidae.
Het dier behoort tot het geslacht Lygromma. De wetenschappelijke naam van de soort werd voor het eerst geldig gepubliceerd in 1976 door Norman I. Platnick & Mohammad U. Shadab.